# Гари Кол
Гари Мајкл Кол (енгл. Gary Michael Cole; 20. септембра 1956, Парк Риџ, Илиној), амерички је филмски и ТВ глумац и продуцент.
Познат је по многим споредним улогама на филму и телевизији. На телевизији је најпознатији по улогама у серијама Крсташки поход, Западно крило, Очајне домаћице, Свита и Добра жена, а такође се појавио у ТВ серијама: Потпредседница, Одела и Морнарички истражитељи. Такође је познат по томе што је давао глас једном од ликова у анимираној серији Породични човек.
На филму се појавио у филмовима као што су На линији ватре (1993), Филм породице Брејди (1995), Канцеларијски простор (1999), Дар (2000), Забрањене фотографије (2002), Ја шпијун (2002), Кадеткиња Кели (2002), Круг 2 (2005), Рики Боби: Легенда брзине (2006), Продор (2007), Ананас експрес (2008), између осталих.